# La Toile d'araignée (film, 1989)
Pour les articles homonymes, voir La Toile d'araignée.
Pour plus de détails, voir Fiche technique et Distribution.
La Toile d'araignée (titre original : Das Spinnennetz) est un film allemand réalisé par Bernhard Wicki sorti en 1989.
Cette adaptation du roman éponyme de Joseph Roth est présentée au Festival de Cannes 1989 dans la sélection officielle.

## Synopsis
Lors de la révolution de novembre 1918, les marins mutins à Kiel sont attaqués par les soldats fidèles à l'empereur. Le lieutenant Theodor Lohse donne l'ordre de tirer ; avant même que cela n’arrive, Lohse est blessé par un coup de baïonnette.
Berlin, été 1923. Avec la fin de l'empire, Theodor Lohse arrête sa carrière militaire et fait des études de droit. Il gagne sa vie comme percepteur pour Efrussi, un banquier juif. Dans la maison du banquier, il fait la connaissance du baron von Rastchuk. Le baron amène Lohse au lancement d'un navire auquel assiste le prince Henri, un ancien commandant de l'unité de Lohse. Lohse est invité par le prince Henri à une rendez-vous en tête à tête. Lohse a l'ambition qu'ils deviennent intimes. Le prince lui accorde[Quoi ?] au sein d'une organisation nationaliste, dont le chef est le baron von Rastchuk.
Lohse est un espion pour l'organisation, il doit épier le groupe communiste d'artistes et d'anarchistes autour du peintre Klaften. Parmi eux, il y a Benjamin Lenz, un Juif qui travaille comme informateur pour la police sur des groupes de gauche et de droite. Lorsque le groupe communiste veut faire sauter la colonne de la Victoire de Berlin, Lenz le dénonce, le groupe est arrêté. Theodor Lohse commence une liaison avec la femme du banquier Rahel Efrussi malgré son antisémitisme. Lohse fait la connaissance d'Else von Schlieffen, membre d'une famille très influente, qu'il épouse.
Lohse réprime très sévèrement une grève d'ouvriers agricoles polonais. La décision est saluée par la presse de Hugenberg. Lohse est remarqué par le ministère de l'Intérieur prussien. Auparavant, il se débarrasse de son vieil ami d'école Günter, qui est au fait de sa liaison avec Rahel Efrussi. Le pogrom dans Scheunenviertel, quartier juif de Berlin, est extrêmement violent et criminel. Benjamin Lenz croit Lohse responsable de cette action et le pousse vers la fenêtre dans l'intention de le défenestrer pour simuler un suicide, mais y renonce. Lenz fait chanter Lohse avec l'assassinat de Günter, mais il est finalement assassiné par les sbires de Lohse qui balancent Lenz devant un train qui approche.
Le film se termine en novembre 1923 : Lohse et Rastschuk sont à une fête de conservateurs et de monarchistes lorsqu'ils apprennent le putsch de la Brasserie. Lohse, l'opportuniste, devient membre du NSDAP.
Avec l'inflation de 1923 en toile de fond, le film montre de manière détaillée les différents milieux de vie à Berlin : le milieu grand-bourgeois de la maison du banquier Efrussi, le milieu petit-bourgeois de la famille Lohse, le milieu artistique et intellectuel de gauche, le quartier juif des granges et le milieu aristocratique des grands propriétaires terriens de l'Est de l'Allemagne.

## Fiche technique
- Titre : La Toile d'araignée
- Titre : Das Spinnennetz
- Réalisation : Bernhard Wicki assisté de Maike Büttler, Gerwin Dahm, Susanne Schläpfer et Miro Vostiar
- Scénario : Wolfgang Kirchner (de), Bernhard Wicki
- Musique : Günther Fischer (de)
- Direction artistique : Götz Heymann (de)
- Costume : Marion Jacobs
- Photographie : Gérard Vandenberg
- Son : Detlev Fichtner
- Montage : Tanja Schmidbauer
- Production : Jürgen Haase
- Sociétés de production : Provobis (de)
- Société de distribution : Concorde Filmverleih
- Pays d'origine :  Allemagne de l'Ouest
- Langue : allemand
- Format : Couleur - 1,66:1 - Dolby - 35 mm
- Genre : Drame
- Durée : 196 minutes
- Dates de sortie :
  - France : 9 mai 1989 (présentation au Festival de Cannes).
  - Allemagne de l'Ouest : 21 septembre 1989.

## Distribution
- Ulrich Mühe : Theodor Lohse
- Klaus Maria Brandauer (VF : Vincent Grass) : Benjamin Lenz
- Armin Mueller-Stahl : le baron von Rastchuk
- Andrea Jonasson : Rahel Efrussi
- Corinna Kirchhoff : Else von Schlieffen
- Elisabeth Endriss : Anna
- Ullrich Haupt Jr. : le baron von Köckwitz
- Agnes Fink : la mère de  Lohse
- András Fricsay (en) : Klitsche
- Ernst Stötzner : Günter
- Peter Roggisch : Henri de Prusse
- Rolf Henniger : Aaron Efrussi
- Hans Korte : Hugenberg
- Kyra Mladeck : Mme von Köckwitz
- Hark Bohm : l'artiste dadaïste
- Klaus Abramowsky : l'écrivain
- Martin Umbach : Schlomje
- Horst Sachtleben : le commissaire
- Joachim Bliese : le secrétaire d'État Hilper
- Alfred Hrdlicka : Klaften
- Rainer Rudolph : Otto von Köckwitz
- Norbert Schwientek : Pisk, le journaliste
- Herbert Tennigkeit : le colonel Pauli
- Costas Papanastasiou : M. Isaakson
- Rainer Penkert : M. von Badewitz
- Marquard Bohm : un communiste
- Irm Hermann : un prisonnier communiste
- Bernhard Wicki : M. Waizenbaum

## Source de la traduction
- (de) Cet article est partiellement ou en totalité issu de l’article de Wikipédia en allemand intitulé « Das Spinnennetz (Film) » (voir la liste des auteurs).